# Eclipsiodes crypsixantha
Eclipsiodes crypsixantha är en fjärilsart som beskrevs av Edward Meyrick 1884. Eclipsiodes crypsixantha ingår i släktet Eclipsiodes och familjen Crambidae. Inga underarter finns listade i Catalogue of Life.